# Gouden Zoen
Gouden Zoen ist ein niederländischer Literaturpreis, der von 1997 bis 2009 jährlich von der Stiftung Stichting Collectieve Propaganda van het Nederlandse Boek CPNB für das beste auf niederländische Jugendbuch verliehen wurde. Von 2010 bis 2018 wurde der Nachfolger, de Gouden Lijst, verliehen. 

## Preisträger
- 2008 – Jan Simoen für Slecht
- 2007 – Edward van de Vendel für Ons derde lichaam (dt. Die langen Nächte der Stille)
- 2006 – Floortje Zwigtman für Schijnbewegingen (dt. Ich, Adrian Mayfield)
- 2005 – Benny Lindelauf für Negen Open Armen
- 2004 – Els Beerten für Lopen voor je leven (dt. Lauf um dein Leben)
- 2003 – Isabel Hoving für De gevleugelde kat
- 2002 – Anne Provoost für De arkvaarders (dt. Flutzeit)
- 2001 – Marita de Sterck für Wild vlees
- 2000 – Edward van de Vendel für De dagen van de bluegrassliefde (dt. Spring, wenn du dich traust und Die Tage der Bluegrass-Liebe)
- 1999 – Edward van de Vendel für Gijsbrecht
- 1998 – Anne Provoost für De roos en het zwijn (dt. Rosalenas Spiegel)
- 1997 – Karlijn Stoffels für Mosje en reizele